# グレゴリー・ベイトソン

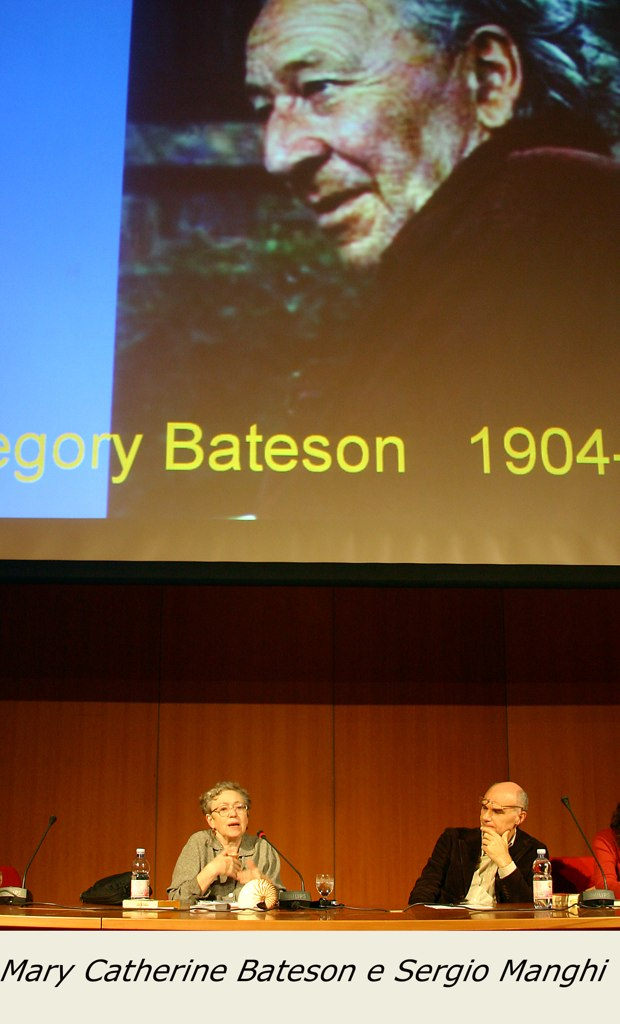
グレゴリー・ベイトソン

グレゴリー・ベイトソン（Gregory Bateson, 1904年5月9日 - 1980年7月4日）は、アメリカ合衆国の人類学者、社会科学者、言語学者、映像人類学者、サイバネティシスト。

## 人物
イギリス出身で、第二次世界大戦中にアメリカ合衆国に渡った。
遺伝学者ウィリアム・ベイトソンの息子。文化人類学者マーガレット・ミードの公私にわたるパートナーでもあった。ミードとの娘のメアリー・キャサリン・ベイトソンも文化人類学者。
太平洋戦争以前の人類学的調査では、ひとつの人間集団を、内的関係性のダイナミックスという視点から分析する方法を切り開いたが、この思考は、戦後まもなく、サイバネティックスの創立に関与しつつ研ぎ澄まされた。そして、精神病棟でのフィールドワークから、「ダブルバインド」という概念を生みだし、統合失調症をコミュニケーションに基づく見地から説明した。
後年は、イルカのコミュニケーションから生物進化まで、自然界の広い事象を包括する「マインドのエコロジー」を提唱。ベイトソンの一見神秘主義的ながら、堅固に論理的で、ウィットにも富んだ思想は、西洋近代の単線的な思考形態が批判される1970年代の風土のなかで、支持を広げた。
「メタ・メッセージ」を提唱した。メタ・メッセージとは、メッセージには元となるメッセージの中にそれを説明するメッセージが込められているということである。また、ベイトソンはメタ・メッセージを読み取るコミュニケーションを「メタ・コミュニケーション」と呼んだ。

## 著書

### 単著
- "Naven: A Study of the Problems Suggested by a Composite Picture of the Culture of a New Guinea Tribe Drawn from Three Points of View", (Stanford University Press, 1936, 2nd ed., 1958).
- Steps to an Ecology of Mind, (Ballantine Book, 1972).
  - 佐藤良明訳『精神の生態学』（思索社 上下 1986-87年、改訂版1990年、第2版・新思索社 2000年）

『精神の生態学へ』（岩波文庫 上中下 2023年）
- Mind and Nature: A Necessary Unity, (Wildwood House, 1979).
  - 佐藤良明訳『精神と自然――生きた世界の認識論』

（思索社, 1982年、改訂版・新思索社 2001年、普及版 2006年／再訂版 岩波文庫 2022年）
- A Sacred Unity: Further Steps to an Ecology of Mind, edited by Rodney E. Donaldson, (Cornelia & Michael Bessie Book, 1991).

### 共著
- Balinese Character: A Photographic Analysis, with Margaret Mead, (The New York Academy of Science, 1942).
  - 外山昇訳『バリ島人の性格――写真による分析』（国文社, 2001年）、マーガレット・ミードと共著
- Communication: the Social Matrix of Psychiatry, with Jurgen Ruesch, (Norton, 1951).
  - 佐藤悦子、ロバート・ボスバーグ訳『コミュニケーション――精神医学の社会的マトリックス』（思索社, 1989年）、ジャーゲン・ロイシュ共著
    - 改題『精神のコミュニケーション』（新思索社, 1995年）
- Angels Fear: Towards an Epistemology of the Sacred, with Mary Catherine Bateson, (Macmillan, 1987).
  - 星川淳・吉福伸逸訳『天使のおそれ――聖なるもののエピステモロジー』（青土社, 1988年、新版1992年）、メアリー・キャサリン・ベイトソンと共著

### 編著
- Perceval's Narrative: A Patient's Account of his Psychosis, 1830-1832, (Stanford University Press, 1961).